# Port lotniczy Myeik
Port lotniczy Myeik – międzynarodowy port lotniczy położony w Myeik, w Mjanmie.